# Nāḩiyat Markaz Shahbā
Nāḩiyat Markaz Shahbā (arabiska: ناحية مركز شهبا) är ett subdistrikt i Syrien.   Det ligger i provinsen as-Suwayda', i den sydvästra delen av landet, 80 km söder om huvudstaden Damaskus.
Omgivningarna runt Nāḩiyat Markaz Shahbā är i huvudsak ett öppet busklandskap. Runt Nāḩiyat Markaz Shahbā är det glesbefolkat, med 10 invånare per kvadratkilometer.